# Nicholas Clay
Nicholas Anthony Philip Clay (Londra, 18 settembre 1946 – Londra, 25 maggio 2000) è stato un attore britannico.

## Biografia
Figlio di un militare, si interessò ben presto alla recitazione. Debuttò con piccole parti in televisione e subito dopo al cinema, mentre continuò a lavorare in numerosi teatri della capitale. All'inizio degli anni settanta ebbe la grande occasione grazie al ruolo da protagonista in un film televisivo dedicato a Charles Darwin. Contemporaneamente lavorò a diverse produzioni all'Old Vic, in quel periodo diretto da Laurence Olivier, tanto da venire indicato spesso come un attore tra i più promettenti.
Il suo ruolo cinematografico più famoso fu probabilmente quello di Lancillotto in Excalibur (1981) di John Boorman, ma successivamente lavorò prevalentemente per la televisione, sia come protagonista che come guest star.
Nel 1980 sposò l'attrice Lorna Heilbron, da cui ebbe due figlie: Ella e Madge. Morì a Londra a causa di un cancro al fegato il 25 maggio 2000, all'età di 54 anni.

## Filmografia

### Cinema
- Hallucination (The Damned), regia di Joseph Losey (1961)
- The Night Digger, regia di Alastair Reid (1971)
- Le avventure di Charles Darwin (The Darwin Adventure), regia di Jack Couffer (1972)
- Victor Frankenstein, regia di Calvin Floyd (1976)
- Zulu Dawn, regia di Douglas Hickox (1979)
- Excalibur, regia di John Boorman (1981)
- L'amante di Lady Chatterley (Lady Chatterley's Lover), regia di Just Jaeckin (1981)
- Lovespell, regia di Tom Donovan (1981)
- Delitto sotto il sole (Evil under the Sun), regia di Guy Hamilton (1982)
- La bella addormentata (Sleeping Beauty), regia di David Irving (1987)
- Cuor di leone (Lionheart), regia di Franklin J. Schaffner (1987)
- And Beyond, regia di Roger Ashton-Griffiths (2000) - corto

### Televisione
- The Pocket Lancer - serie TV, 1 episodio (1961)
- William - serie TV, 1 episodio (1962)
- Tales of Mystery - serie TV, 1 episodio (1962)
- Dixon of Dock Green - serie TV, 1 episodio (1962)
- Drama 61-67 - serie TV, 1 episodio (1964)
- Armchair Theatre - serie TV, 1 episodio (1971)
- Love Story - serie TV, 1 episodio (1972)
- Le due suore (In This House of Brede), regia di George Schaefer - film TV (1975)
- BBC The Play of the Month - serie TV, 1 episodio (1976)
- Saturday, Sunday, Monday, regia di Alan Bridges - film TV (1978)
- William Shakespeare (Life of Shakespeare), regia di Mark Cullingham e Robert Knights - miniserie TV, 4 episodi (1978)
- The Search for Alexander the Great - miniserie TV (1981)
- L'ora di Agatha Christie (The Agatha Christie Hour) - serie TV, 1 episodio (1982)
- Russian Night... 1941, regia di Desmond Davis - film TV (1982)
- Il mastino di Baskerville (The Hound of the Baskervilles), regia di Douglas Hickox - film TV (1983)
- Le martyre de Saint Sébastien, regia di Petr Weigl - film TV (1984)
- Gli ultimi giorni di Pompei (The Last Days of Pompeii), regia di Peter R. Hunt - miniserie TV (1984)
- L'ora del mistero (Hammer House of Mystery and Suspense) - serie TV, episodio 12 (1984)
- La vendetta dei fratelli Corsi (The Corsican Brothers), regia di Ian Sharp - film TV (1985)
- Screen Two - serie TV, 1 episodio (1985)
- Le avventure di Sherlock Holmes (The Adventures of Sherlock Holmes) - serie TV, 1 episodio (1985)
- Una povera ragazza ricca - La storia di Barbara Hutton (Poor Little Rich Girl: The Barbara Hutton Story), regia di Charles Jarrott - miniserie TV (1987)
- Gentlemen and Players - serie TV, 13 episodi (1988-1989)
- Zorro - serie TV, 1 episodio (1991)
- Virtual Murder - serie TV, 6 episodi (1992)
- Berlin Break - serie TV (1993)
- Shine on Harvey Moon - serie TV, 2 episodi (1995)
- Le nuove avventure di Robin Hood (Robin Hood) - serie TV, 2 episodi (1997)
- Taggart - serie TV, 1 episodio (1997)
- Kavanagh QC - serie TV, 1 episodio (1997)
- L'Odissea (The Odyssey), regia di Andrey Konchalovskiy - miniserie TV (1997)
- Bugs - Le spie senza volto (Bugs) - serie TV, episodio 3x04 (1997)
- Shanghai 1937, regia di Peter Patzak - film TV (1997)
- Highlander – serie TV, episodio 6x07 (1997)
- Merlino (Merlin), regia di Steve Barron - miniserie TV (1998)
- Psychos - serie TV, 6 episodi (1999)

## Doppiatori italiani
Nelle versioni in italiano dei suoi film, Nicholas Clay è stato doppiato da: 
- Luca Ward in Gli ultimi giorni di Pompei, Le avventure di Sherlock Holmes
- Massimo Turci in Zulu Dawn
- Gianni Williams in Excalibur
- Claudio Capone in L'amante di Lady Chatterley
- Sandro Iovino in Delitto sotto il sole
- Emilio Cappuccio in L'ora di Agatha Christie
- Massimo Rinaldi in L'ora del mistero
- Rodolfo Bianchi in Una povera ragazza ricca – La storia di Barbara Hutton
- Enrico Di Troia in Zorro
- Stefano De Sando in L'Odissea